# 착오 (드라마)
《착오》(영어: Glitch)는 오스트레일리아의 SF 드라마이다. 오스트레일리아 ABC 채널에서 2015년부터 방영중이며, 에마 프리먼이 제작을 총괄했다. 패트릭 브래멀, 에마 부스, 제너비브 오라일리, 에밀리 바클레이, 네드 데니히, 에런 L. 맥그래스가 출연한다.

## 출연진

### 주연
- 패트릭 브래멀 - 제임스 헤이스 경사
- 제너비브 오라일리 - 닥터 엘리샤 매켈러
- 에마 부스 - 케이트 윌리스
- 에밀리 바클레이 - 세라 헤이스
- 네드 데니히 - 패트릭 "팻" 피츠제럴드
- 숀 키넌 - 찰리 톰슨
- 해나 먼슨 - 커스티 대로
- 에런 L. 맥그래스 - 보 쿠퍼
- 로저 코서 - 존 도
- 앤드루 맥팔레인 - 빅 이스틀리
- 다니엘라 파리나치 - 마리아 로즈 마솔라